# Lasianthus tentaculus
Lasianthus tentaculus là một loài thực vật có hoa trong họ Thiến thảo. Loài này được Hook. f. mô tả khoa học đầu tiên năm 1880.